# Blankman
Pour plus de détails, voir Fiche technique et Distribution.
Blankman est un film américain sorti le 19 août 1994.

## Synopsis
Darryl Walker aime bricoler à partir de rien des gadgets qu'il est le seul à croire utile. Après le meurtre de sa grand-mère, il décide de se consacrer à la lutte contre le crime. Il se fabrique un costume, et se fait connaître sous le nom de « Blankman ».

## Fiche technique
- Titre : Blankman
- Réalisation : Mike Binder
- Scénario : Damon Wayans, Jonathan Frederick Lawton (en)
- Distribution : Columbia Pictures
- Langue originale : anglais
- Durée : 92 minutes
- Dates de sortie :
  - États-Unis : 19 août 1994
  - France : ?
  - États-Unis : 8 janvier 2002 (DVD)

## Distribution
- Damon Wayans (VF : Xavier Béja) : Darryl Walker / Blankman
- David Alan Grier : Kevin Walker / l'Autre gars
- Jon Polito  (VF : Michel Tugot-Doris)  : Michael "The Suit" Minelli
- Robin Givens : Kimberly Jonz
- Jason Alexander : Larry Stone
- Lynne Thigpen : Eleanor Walker
- Christopher Lawford : Marvin Harris
- Nick Corello : Sammy the Blade
- Harris Peet : Commissaire Gains
- Michael Wayans : Darryl enfant
- Damon Wayans Jr. : Kevin enfant